# اسکانلوی علیا (خداآفرین)
اسکانلوی علیا یکی از روستاهای استان آذربایجان شرقی است که در دهستان بسطاملو بخش مرکزی شهرستان خداآفرین واقع شده‌است. این روستا ۴۷۳ نفر جمعیت دارد.

## موقعیت جغرافیایی
این روستا که در حاشیه جنوبی رودخانه ارس قرار گرفته‌است از رطوبت نسبی و پوشش گیاهی مطلوبی برخوردار می‌باشد. آب گرم موتالیخ در فاصله ۲۵ کیلومتری این روستا واقع شده و پل‌های تاریخی خدا آفرین در ۱۰ کیلومتری آن قرار دارد. استقرار در کناره رودخانه مشهور ارس و نشانه‌های آثار بازمانده از گذشته‌های دور از قبیل پل‌های تاریخی خدا آفرین و وجود استحکامات دیگر قدمت طولانی این روستا را معلوم می‌دارد.

## مردم بومی
مردم خونگرم و مهربان روستای اسکانلو مسلمان و پیرو مذهب شیعه هستند و به زبان ترکی آذربایجانی سخن می‌گویند.

## پیشینه
در گذشته‌های دور، این روستا «علیارلو» و همچنین «قره ایگیدی» (به معنای شجاع، باشهامت ودلیر) نام داشته‌است که خیلی‌ها آن را به اشتباه قره ایتی تفسیرکردندکه این نام اشتباه بوده و بعدها با گذر زمان «اسکانلو» نام گرفته‌است. وبا توجه به اینکه در خداآفرین چهار روستا را به نام  اسکانلو می شناسند بنابراین اسم این روستا اسکانلوی علیا نام گذاری شده است، کارشناسان گردشگری قدمت روستای اسکانلو را به دوران پیش از جنگ جهانی دوم نسبت می‌دهند و می‌گویند: اسکانلو با توجه به اینکه یکی از روستاهای مهم و امن منطقه در گذشته محسوب می‌شده‌است، در دوران حکومت عباس میرزا در زمان جنگ میان ایران و روسیه و لشکر کشی‌های آن زمان در این منطقه، این روستا محل تأمین آذوقه لشکریان بوده‌است. اسکانلو همچنین به دلیل واقع شدن در سه راهی، نقش مهمی در زمینه تجارت داشته‌است که پس از استیلای حکومت‌های کمونیستی در منطقه و شرایط خاص سیاسی حاکم بر ایران این روستا همچون اکثر مناطق شمالی آذربایجان شرقی این موقعیت استراتژیکی خود را از دست داد. اما خوشبختانه در دهه‌های اخیر بار دیگر این روستا مورد توجه سرمایه‌گذاران و دولت قرار گرفت و با گسترش فعالیت‌های گردشگران و توجه ویژه به مناطق روستایی، نوار شمالی آذربایجان شرقی و روستای اسکانلو در حال بازیافتن موقعیت تاریخی و فرهنگی خود هستند.

### زبان
زبان گفتاری مردم ترکی آذربایجانی است.[۱]

## دین
مردم روستای اسکانلو علیا پیرو دین اسلام-مذهب شیعه دوازده‌امامی هستند.

### صنایع دستی
ولید صنایع دستی در روستای اسکانلو یک سنت قدیمی است که توسط زنان انجام می‌گیرد. مهم‌ترین دستبافت زنان روستا عبارت است از: گلیم، جاجیم، شال و هیبه (کیف)، نمد و ورنی که جهت تأمین قسمتی از هزینه‌های خانوارهای بافنده در محل یا در شهرهای اطراف عرضه می‌شود.

#### اقتصاد
شغل غالب مردم روستای اسکانلو، زراعت و دامپروری است و محصولات عمده زراعی آن را گندم، جو، گوجه فرنگی و هندوانه تشکیل می‌دهند. وضعیت مطلوب پوشش گیاهی و مراتع محدوده موجبات رونق دامداری و دامپروری را در این روستا فراهم نموده‌است. فرآورده‌های لبنی، گوشت، پشم و غیره محصولاتی هستند که در بخش دامداری تولید می‌شوند و به بازار عرضه می‌گردند. روستای اسکانلو، از نوع روستاهای دشتی متمرکز است. مصالح عمده واحدهای مسکونی قدیمی روستا را چوب، سنگ و گل تشکیل می‌دهند. اما مصالح ساختمان‌های جدید شامل آهن، سیمان و آجر می‌باشند، که متأثر از الگوی معماری شهری هستند. فضاهای زندگی اعم از اتاق‌ها، آشپزخانه، تنور و حیاط در اکثر خانه‌های روستا تقریباً وجود دارند. فضاهای مورد نیاز دام‌ها نیز در جنب محل زندگی مردم با فاصله استانداردی از نظر بهداشتی ساخته شده‌است. همچنین محلی برای انبار علوفه زمستانی دام‌ها در نظر گرفته شده‌است و علوفه ذخیره در آن محل انباشته و بر روی هم چیده می‌شوند تا در فصول سرد مورد استفاده قرار گیرند.
- «نتایج سرشماری ایران در سال ۱۳۸۵». درگاه ملی آمار. بایگانی‌شده از روی نسخه اصلی در ۲۱ آبان ۱۳۹۲.

1. ↑  «درگاه ملی آمار».